# 王士性墓
王士性墓，位于中华人民共和国浙江省台州市临海市白水洋镇，是浙江省省级文物保护单位之一。
2017年1月13日，王士性墓被列入第七批浙江省文物保护单位，该文物保护单位是一座古墓葬。